# إيزابيل كاريه
إيزابيل كاري (بالفرنسية: Isabelle Carré)‏ (مواليد 28 مايو 1971 في الدائرة الثانية عشرة في باريس) هي ممثلة فرنسية.
حصلت على جائزة سيزار لأفضل ممثلة عام 2003 عن دورها في ذكريات جميلة ولدت الفتاة الوحيدة في عائلة مكونة من ثلاثة أطفال. من أب حلاق الأم طبقة الأرستقراطية غادرت منزل بعد انفصال والديها عمرها 15يحلم مهنة كراقصة ثم يلي العديد من الدورات في الفن الدرامي في المركز الأمريكي ، و كور فلوران و ستوديو بجماليون ظهر ت في أكثر من 40 فيلما منذ عام 1989. وحصلت على جائزة سيزار لأفضل ممثلة عن دورها تذكر الأشياء الجميلة (2001)،

## أعمالها

### بعض أعمال
| أعمال                                  | الدور/الوظيفة |
| -------------------------------------- | ------------- |
| Blind Spot                             |               |
| Garde alternée                         | فيرجيني       |
| Ange et Gabrielle: Love at First Child | جابرييل       |
| Breathe                                | فانيسا        |
| Marie's Story (Marie Heurtin)          |               |
| The Fox and the Child                  | الراوي        |

## روابط خارجية
- إيزابيل كاريه على موقع IMDb (الإنجليزية)
- إيزابيل كاريه على موقع قاعدة بيانات الأفلام العربية
- إيزابيل كاريه على موقع ألو سيني (الفرنسية)
- إيزابيل كاريه على موقع ميوزك برينز (الإنجليزية)
- إيزابيل كاريه على موقع أول موفي (الإنجليزية)
- إيزابيل كاريه على موقع قاعدة بيانات الأفلام السويدية (السويدية)
- إيزابيل كاريه على موقع ديسكوغز (الإنجليزية)
- إيزابيل كاريه على موقع قاعدة بيانات الفيلم (الإنجليزية)
- إيزابيل كاريه على موقع كينوبويسك (الروسية)